# Зона интересов (роман)
«Зона интересов» (англ. The Zone of interest) — роман британского писателя Мартина Эмиса, опубликованный в 2014 году. В 2023 году был экранизирован Джонатаном Глейзером.
Действие романа происходит во время Второй мировой войны. Главные герои — комендант Освенцима, влюблённый в его жену немецкий офицер (племянник Мартина Бормана) и еврей-заключённый.